# Nathan Connolly

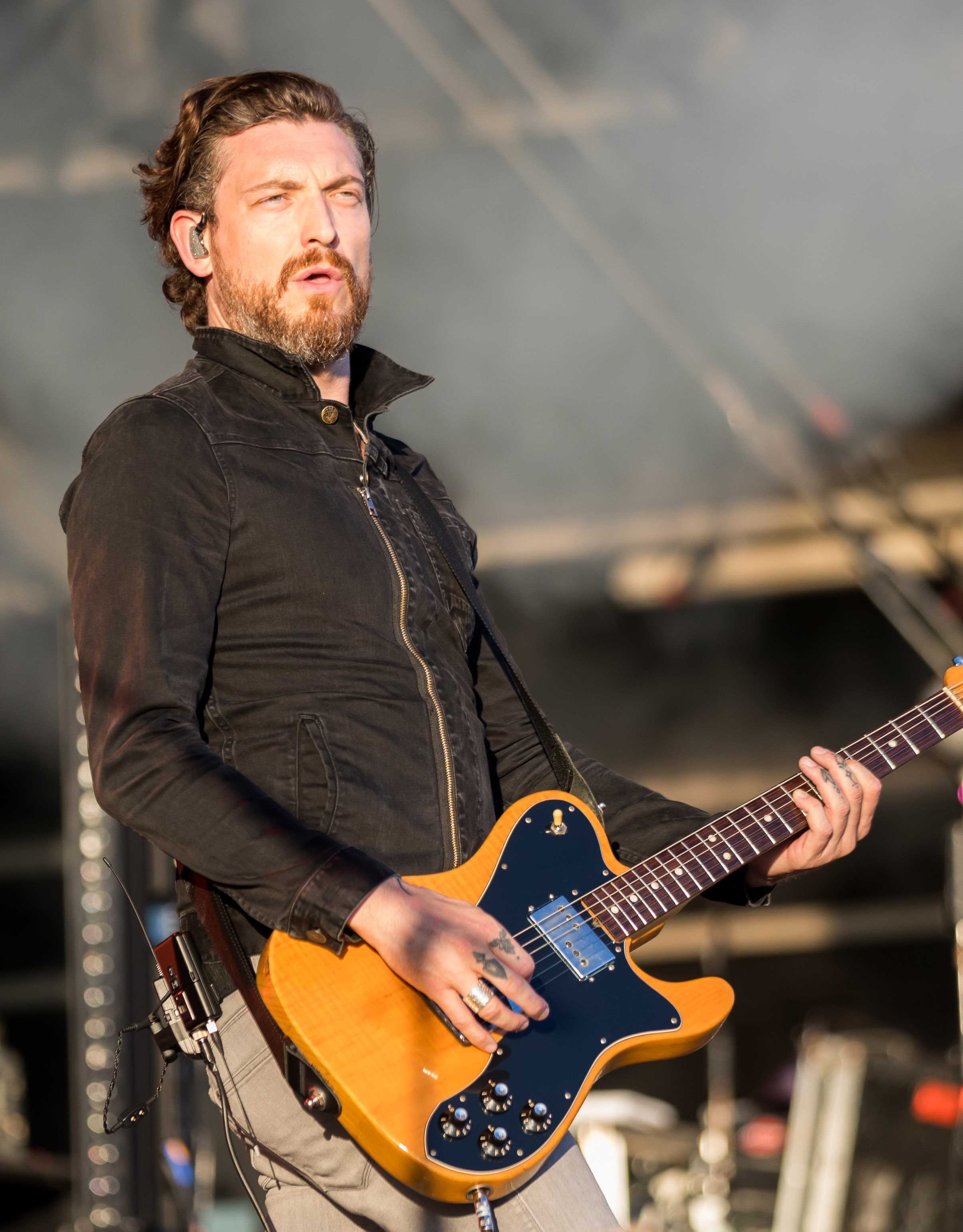
Nathan Connolly

Nathan Connolly (Belfast, 20 de Janeiro de 1981) é um músico norte-irlândes. Ele atualmente é guitarrista e vocalista de apoio da banda de rock alternativo Snow Patrol.

## Instrumentos

### Guitarras
- Gibson Les Paul Custom - Tobacco 1979
- Fender Telecaster  Custom - Sunburst 1974
- Fender Telecaster  Custom - Blonde 1977
- Gretsch Countryman - Brown 1962
- Gretsch  Duo Jet - Black
- Fender Jaguar  - Sunburst 1965
- Fender Telecaster Custom - Black '72 reissue
- Fender Telecaster Nashville - Sunburst
- Guild Electro/Acoustic